# Desmoncus
Desmoncus es un género con 91 especies de plantas con flores de la familia  de las palmeras (Arecaceae).

## Descripción
Son palmas espinosas; con tallos cespitosos, trepadores, de 2–12 m de largo y 1.5–2 cm de diámetro (hasta 4 cm de diámetro incluyendo las vainas persistentes de las hojas); plantas monoicas. Hojas 10 o más, pinnadas, frecuentemente dísticas; pinnas (7–) 20–28 a cada lado, arregladas regular o irregularmente, generalmente patentes en el mismo plano, elípticas a lineares, las medias 16–35 cm de largo y 2.5–6.5 cm de ancho, las distales generalmente modificadas en acantofilos reflexos; vaina cerrada extendiéndose por encima del pecíolo en una ócrea prominente y persistente, pecíolo y raquis con espinas rectas, hasta 5.5 cm de largo, negras. Inflorescencias interfoliares, 1 vez ramificadas, pedúnculo con 1 profilo y 1 bráctea peduncular, ésta moderada a densamente cubierta con espinas hasta 1 cm de largo, negras o cafés; raquillas (8–) 24–31, flores en tríades o flores estaminadas solitarias o en pares; flores estaminadas con cáliz corto y lobado, pétalos connados la 1/2 inferior, estambres 6–11; flores pistiladas con cáliz y corola cupuliformes, estaminodios pequeños. Frutos globosos a elipsoides, 1.5–2 cm de largo y 1–1.5 cm de diámetro, anaranjados, amarillo-anaranjados o rojos, mesocarpo farináceo, endocarpo óseo con 3 poros laterales; semilla 1, endosperma homogéneo, eofilo bífido.

## Propiedades
Las matambas son las únicas palmas trepadoras de América que son el equivalente ecológico de las palmas asiáticas conocidas como Ratán (Calamus spp.) de cuyos tallos se extrae una fibra comercial para la elaboración de muebles altamente cotizados en el mercado internacional (Galeano et al, 2008).
Para Colombia existen cuatro especies pertenecientes al género Desmoncus que son empleadas para amarrar y son incorruptibles, para lo cual se sumergen en agua por largo tiempo o se hienden a machete.

## Distribución
El género se extiende desde México, en el norte hasta Brasil y Bolivia en el sur, con dos especies, D. orthacanthos y D. polyacanthos, presente en el sudeste del Caribe.

## Taxonomía
El género fue descrito por Carl Friedrich Philipp von Martius y publicado en Palmarum familia 20. 1824. La especie tipo es: Desmoncus polyacanthos
Etimología
Desmoncus: nombre genérico que proviene del griego: Desmo, que significa "unión o lazo", y onkos que significa "gancho o barba", esto en relación con la modificación de sus foliolos.
Las varas (los tallos leñosos) del género se comercializan para cestería en una forma similar al ratán, las especies que se comercializan:
| Nombre vernáculo | Especie                | Región   | Notas |
| ---------------- | ---------------------- | -------- | ----- |
| Barahuasca       | Desmoncus mitis        | Perú     | notes |
| Jacitara         | Desmoncus giganteus    | Brasil   | notes |
| Jacitara         | Desmoncus mitis        | Brasil   | notes |
| Jacitara         | Desmoncus orthacanthos | Brasil   | notes |
| Jacitara         | Desmoncus polyacanthos | Brasil   | notes |
| Matamba          | Desmoncus cirrhiferus  | Colombia | notes |
| Vara casha       | Desmoncus giganteus    | Perú     | notes |

## Especies seleccionadas
- Desmoncus anomalus
- Desmoncus chinantlensis
- Desmoncus cirrhiferus
- Desmoncus costaricensis
- Desmoncus giganteus
- Desmoncus isthmius
- Desmoncus mitis
- Desmoncus orthacanthos
- Desmoncus phoenicocarpus
- Desmoncus polyacanthos
- Desmoncus schippii
- Desmoncus stans